# Le Pull-over de Pluto
Pour plus de détails, voir Fiche technique et Distribution.
Le Pull-over de Pluto (Pluto's Sweater) est un court métrage d'animation américain de la série Pluto réalisé par Charles A. Nichols pour les studios Disney et sorti en 1949.

## Synopsis
Minnie a fini de tricoter un pull pour Pluto. Elle lui fait essayer mais pour le malheur de Pluto et le bonheur du chat Figaro, le pull provoque de nombreuses péripéties.

## Fiche technique
- Titre original : Pluto's Sweater
- Titre français : Le Pull-over de Pluto
- Série : Pluto
- Réalisation : Charles A. Nichols
- Scénario : Eric Gurney, Milt Schaffer
- Décors : Brice Mack
- Layout : Karl Karpé
- Animation : Phil Duncan, Hugh Fraser, Dan McManus, George Nicholas
- Musique : Oliver Wallace
- Production : Walt Disney

- Société de production : Walt Disney Productions
- Société de distribution : RKO Radio Pictures
- Pays :   États-Unis
- Langue : anglais
- Format : couleur (Technicolor) - 35 mm - 1,37:1 - son mono (RCA Sound System)
- Durée : 7 min
- Dates de sortie :
  - États-Unis : 29 avril 1949[1]

## Distribution

### Voix originales
- Ruth Clifford  : Minnie Mouse
- Pinto Colvig : Pluto

### Voix françaises
- Régine Teyssot : Minnie Mouse[réf. nécessaire]